# Joost Oranje
Joost Oranje (Amsterdam, 1962) is een Nederlandse journalist.

## Biografie
Oranje groeide op in Jakarta waar zijn vader docent godsdienstfilosofie was aan één der universiteiten. Op zijn twaalfde werd hij alleen terug naar Nederland gestuurd om daar de middelbare school te doen. Oranje was na zijn opleiding aan de School voor Journalistiek onder meer redacteur bij NRC Handelsblad en bij Nova. Daarna werd hij hoofdredacteur van Nieuwsuur. In 2004 won hij de prijs voor de beste onderzoeksjournalistiek in Nederland en Vlaanderen De Loep, waarvoor hij al tweemaal eerder genomineerd was geweest. In datzelfde jaar kreeg hij de driejaarlijkse Jacques van Veen-penning toegekend voor zijn artikelen over de Clickfondszaak en over Volkert van der G. In 2005 won Oranje met Jeroen Wester de Prijs voor de Dagbladjournalistiek voor een serie artikelen over Ahold. In 2008 kreeg hij De Luis voor het beste interview van Jan Marijnissen. In 2010 won hij de Anne Vondelingprijs voor zijn artikelen over de Nederlandse betrokkenheid bij de Irak-oorlog.
Als hoofdredacteur van Nieuwsuur ontving Oranje in november 2019 de Vliegwielprijs van de Vereniging van Onderzoeksjournalisten (VVOJ), voor het bevorderen van journalistieke research.